# Ceres, Africa de Sud
Ceres este un oraș din provincia Wes-Kaap, Africa de Sud.